# Alberto Agnesi
Alberto Agnesi (Guadalajara, 21 de novembro de 1977) é um ator e produtor mexicano.[carece de fontes?]

## Biografia
Estudou atuação no Centro de Educação Artística de Televisa, entre 2000 e 2003. Estreou na televisão em 2005, na telenovela Barrera de amor. Em 2007, integrou o elenco de Lola, érase una vez. 
Em 2008 interpretou Renato Lazcano, na telenovela Juro que te amo.
Dois anos depois, em 2010, integrou o elenco da novela Llena de amor. Para interpretar este personagem, o ator teve que tomar aulas de motociclismo.
Em 2012 participou da novela Abismo de pasión. 
No ano seguinte, em 2013, interpretou um vilão na novela Mentir para vivir, onde atuou ao lado de David Zepeda e Diego Olivera. 
Em 2014 ingressou na Telemundo e fez parte do elenco da telenovela Señora Acero, onde interpretou o grande vilão da trama. 

## Carreira

### Telenovelas
- Doña Flor y sus dos maridos (2019) - Atahualpa
- La jefa del campeón (2018) .... Waldo Bravo
- Señora Acero (2014-18) .... Marcelo Dóriga
- Mentir para vivir (2013) .... Antonio Araujo
- Abismo de pasión (2012) .... Enrique Tovar
- Llena de amor (2010) .... André Silva
- Juro que te amo (2008) .... Renato Lazcano
- Lola, érase una vez (2007) .... Patrick Lubier
- Barrera de amor (2005) .... Daniel Romero
- Rebelde (2004).... Garçon (Extra)

### Séries
- Como dice el dicho (2013/2014) .... El bacalao / En la cama y en la cárcel
- Jenni, la vida de una diva (2013) .... Lupillo Rivera
- El Diez (2011) .... Jorge Alberto Dumont

### Cinema
- Luna de miel (2015) (Pablo) (Coestelar)
- El niño y el delfín (2014) (Joel) (Coestelar)
- La extinción de los dinosaurios (2014) (Luis)
- 31 días (2013)
- Cabeza de Buda (2009)
- Amor Xtremo (2006)

### Teatro
- Filomena Marturano (2011)
- Cash (2011)
- Bizcochitos (2010)
- Huevo de pascua (2007)
- "el ornitorrinco" (2016)

### Produtor
- De las muertas (2016) Filme
- Luna de miel (2015) Filme
- La monarquía casi perfecta  (2015) teatro
- Proyecto Chejov Vanya  (2013) teatro
- Nómadas  (2013) Filme
- Cash  (2011) teatro
- Viernes de Ánimas  (2011) Filme

### Séries de televisão
- como dice el dicho (2013) .... EL BACALAO
- Jenni la vida de una diva (2013) .... Lupillo Rivera
- El Diez (2011) .... Jorge Alberto Dumont

### Cinema
- El niño y el delfín (2014) (Joel) (Coestelar)
- La extinción de los dinosaurios (2014) (Luis) (Protagónico)
- 31 días (2013)
- Cabeza de Buda (2009)
- Amor Xtremo (2006)

### Teatro
- Filomena Marturano (2011)
- Cash (2011)
- Bizcochitos (2010)
- Huevo de pascua (2007)

### Produtor
- Proyecto Chejov Vanya  (2013) teatro
- Nómadas  (2013) cine
- Cash  (2011) teatro
- Viernes de Ánimas  (2011) cine

## Prêmios e Indicações

### Prêmios TVyNovelas
| Ano  | Categoria                  | Telenovela       | Resultado |
| ---- | -------------------------- | ---------------- | --------- |
| 2013 | Melhor revelação masculina | Abismo de pasión | Indicado  |

### Prêmios Bravo
| Ano  | Categoria                  | Telenovela       | Resultado |
| ---- | -------------------------- | ---------------- | --------- |
| 2013 | Melhor revelação masculina | Abismo de pasión | Venceu    |